# Теори Заваски
Теори Албино Заваски (на португалски: Teori Albino Zavascki, 15 август 1948 г. – 19 януари 2017 г.) е бразилски юрист и висш магистрат – съдия във Върховния федерален съд на Бразилия от 29 ноември 2012 г. до смъртта си. Като министър във Върховния федерален съд името на Теори Заваски нашумява, след като той е избран за съдия-докладчик на делото, касаещо мащабните корупционни схеми около държавната Петробрас, осветлени от „Операция Автомивка“ на федералната полиция. Известен е и с решенията си по дела срещу ползващи се с имунитет членове на Конгреса, както и с потвърдените от него съдебни споразумения за освобождаване от отговорност, сключени с участници в скандала. Умира в самолетна катастрофа, причините за която все още се разследват.

## Кариера
Теори Заваски е роден на 15 август 1948 г. във Фашинал дос Гедес, щата Санта Катарина. През 1971 г. завършва право във Федералния университет на Рио Гранде до Сул. Магистърска и докторска степен по гражданско процесуално право придобива от същия университет, съответно, през 2000 г. и 2005 г.
Между 1976 г. и 1989 г. работи като адвокат на Централната банка. През 1979 г. печели конкурс и е номиниран за федерален съдия и юрисконсулт на Рио Гранде до Сул, но не встъпва в длъжност, предпочитайки кариерата в Централната банка.
През 1989 г. е назначен за съдия в Регионалния федерален съд на Четвърти регион от конституционната квота на адвокатите. Председателства съда между 21 юни 2001 и 7 май 2003 г.
През декември 2002 г. президентът Енрики Кардозо номинира Теори Заваски за съдия във Висшия съд на Бразилия. Кандидатурата на Заваски е потвърдена и от новия президент Лула да Силва. Сенатът я одобрява с мнозинство от 59 гласа „за“ срещу 3 „против“ и 1 „въздържал се“, след което Теори Заваски встъпва официално в длъжност на 8 май 2003 г.
Междувременно Теори Заваски развива забележителна преподавателска кариера: между 1980 г. и 1987 г. преподава въведение в правото в Университета на Вале до Риос дос Сантос, а в периода 1987 г. – 2005 г. и от 2013 до смъртта си е професор по гражданско процесулано право във Федералния университет на Рио Гранде до Сул. От 2005 до 2013 г. преподава в Юридическия факултет на Бразилския университет.

## Във Върховния федерален съд
През 2012 г. президентът Дилма Русев номинира Теори Заваски за съдия във Върховния федерален съд на мястото на пенсиониралия се Сезар Пелузо. Сенатът одобрява номинацията с мнозинство от 54 гласа срещу 4 „против“.
На 28 февруари 2014 г. Теори Заваски, вече като министър във Върховния федерален съд, гласува за оправдаването на осъдените за сформиране на престъпна група лица, замесени в скандала Менсалао. Вота си оправдава с необичайната строгост на присъдата им.
През март 2015 г. Заваски е избран за съдия-докладчик по повдигнатото делото пред Върховния съд срещу 47 политици, заподозрени за участие в корупционните схеми в Петробрас, разкрити от „Операция Автомивка“. Министър Заваски дава зелена светлина на процедурата във Върховния съд. На 25 ноември същата години принуждава федералната полиция да изпълни четири заповеди за арест – на сенатора Делсидио да Амарал, на адвоката му Едсон Рибейро, на банкера Андре Еставес и на секретаря на сенатора Диого Ферейра Родригес – за опитите им да опорочат разследването. През март 2016 г. съдия Заваски одобрява съдебно споразумение с Делсидио да Амарал заради съдействието му по разследването.
На 22 март 2016 г. Теори Заваски отстранява федералния съдия Сержио Моро от ръководеното от него съдебно разследване срещу бившия президент Лула да Силва и заповядва да бъдат препратени до Върховния федерален съд всички материали, свързани с „Операция Автомивка“, които се отнасят до бившия президент Лула да Силва и други лица с политически имунитет, включително и президента Русев. Междувременно Заваски издава временна заповед, освобождаваща Лула от съдебното преследване. Министър Заваски критикува разгласените от съдията записи на телефонните разговори между Лула и Дилма Русев и заповядва засекретяване на всечки записи от телефонни разговори, в които участват лица с имунитет.
На 5 март 2016 г. Теори Заваски издава съдебно решение, с което уважава искането на Прокуратурата на Републиката за прекратяване мандата на Едуардо Куня като федерален депутат, което отстранява последния и от председателския пост на Камарата на депутатите.
На 11 май 2016 г. министър Заваски отхвърля жалбата на правителството срещу процеса по импийчмънт на Дилма Русев, което позволява на Федералния сенат да започне процедурата и да отстрани временно президента от длъжност.
На 13 юни 2016 г. Заваски заповядва да бъде върнато на федералния съдия от Парана Сержио Моро делото, касаещо разследването срещу Лула да Силва, но анулира доказателствената стойност на записите на телефонните разговори с президента Русев, считайки ги за незаконни, тъй като са направени след изтичането на определения от съда срок за тяхното събиране.
На следващия ден Теори Заваски отхвърля искането на Прокуратурата на Републиката за ареста на председателя на Сената Ренан Калейрос, на сенатора Ромеро Жука и на бившия президент Жозе Сарней с мотива, че в искането на прокуратурата не са посочени конкретни факти, които недвусмислено да доказват опита им да повлияят върху разследването по „Операция Автомивка“.
На 22 юни 2016 г. Заваски приема за основателно второ обвинение на прокуратурата срещу Едуардо Куня, този път касаещо приемане на подкуп под формата на плащане, направено от сметка в Швейцаря към сметка на тръст, принадлежащ на Куня. Заваски гласува за начало на процедурата, изтъквайки, че начинът, по който е направен преводът на парите, само засилва подозренията към Куня. Следвайки вота на Заваски, останалите министри от Върховния съд също гласуват като него, с което Куня се оказва ответник и по обвинение в корупция, пране на пари, укриване на данъци и подправяне на документи.

## Трагична смърт
Теори Заваски умира в самолетна катастрофа на 19 януари 2017 г. Самолетът Hawker Beechcraft C90GT с министъра на борда излита от Сао Паоло в 13.00 ч. местно време и поема курс към курорта Парати, в щата Рио де Жанейро. 80 минути след излитането си самолетът пада във водите близо до остров Раза, само на 3 км от летището на Парати и половин час преди планираното кацане. Освен министър Заваски загиват още четирима души, в това число и пилотът на самолета. Съдебномедицинската експертиза посочва като причина за смъртта на съдията множеството черепни травми, причинени при удара на самолета. Причините за катастрофата се разследват.
Смъртта на Теори Заваски оставя овакантено място в състава на Върховния федерален съд. На 6 февруари същата година президентът Мишел Темер номинира министъра на правосъдието Алешандре де Морайс за върховен съдия на мястото на Заваски.